# Vipera transcaucasiana
Espèce
Synonymes
- Vipera ammodytes transcaucasiana Boulenger, 1913

Statut de conservation UICN

 NT  : Quasi menacé
Vipera transcaucasiana est une espèce de serpents de la famille des Viperidae. 

## Répartition
Cette espèce se rencontre :
- dans le nord-ouest de l'Azerbaïdjan ;
- en Géorgie ;
- en Iran ;
- dans le nord de la Turquie.

## Description
Vipera transcaucasiana mesure jusqu'à 84 cm. Son corps est gris brunâtre ou rougeâtre avec de fines rayures sombres sur le dos. Sa face ventrale est gris jaunâtre tacheté de sombre. La face interne du bout de sa queue est jaune-vert ou orange.
L'accouplement a lieu en mars et avril. Fin août ou début septembre la femelle donne naissance entre 4 et 10 vipéreaux mesurant jusqu'à 23 cm.
C'est un serpent venimeux. Son venin est hémolytique.

## Étymologie
Son nom d'espèce lui a été donné en référence à son aire de répartition.

## Publication originale
- Boulenger, 1913 : On the geographical races of Vipera ammodytes. Annals and Magazine of Natural History, ser. 8, vol. 11, p. 283-287 (texte intégral).